# Église Saint-Amand de Strasbourg
L'église Saint-Amand est une église catholique située dans le quartier de la Meinau, place Levrault à Strasbourg.
Elle est construite en 1970 dans un style contemporain en forme de pyramide et avec une base triangulaire pour remplacer la première église qui datait de 1926. Elle est dédiée à Saint Amand, le premier évêque de Strasbourg.